# Ormosia horiana
Ormosia horiana är en tvåvingeart som beskrevs av Alexander 1924. Ormosia horiana ingår i släktet Ormosia och familjen småharkrankar. Inga underarter finns listade i Catalogue of Life.